# 米濱和英
米濱 和英（よねはま かずひで、1943年12月1日 - ）は、日本の実業家。リンガーハット創業者で、同社代表取締役会長兼最高経営責任者。元日本フードサービス協会会長。

## 人物・経歴
中華民国山東省煙台生まれ。日本の降伏後、鳥取県鳥取市賀露町に引き揚げ、1962年鳥取県立鳥取西高等学校卒業。家業の魚屋が倒産しため一家で長崎県に転居し、1964年に兄米濵豪と浜かつ（現リンガーハット）を設立。1965年浜かつ取締役。1976年浜勝代表取締役社長に就任。1982年リンガーハット代表取締役社長。2001年リンガーハット開発代表取締役会長。2005年リンガーハット代表取締役会長、リンガーハット開発取締役。2006年リンガーハット取締役会長、日本フードサービス協会会長。2008年リンガーハット代表取締役会長兼社長。2010年リンガーハットジャパン代表取締役社長、浜勝代表取締役社長。2011年浜勝取締役。2012年リンガーハットジャパン取締役。2013年Ringer Hut Hong Kong Co.,Ltd.取締役、リンガーフーズ取締役。2014年リンガーハット代表取締役会長兼CEO。2017年ミヤタ取締役。2023年食料産業特別貢献大賞受賞。

## テレビ番組
- 日経スペシャル カンブリア宮殿 強烈デフレの戦い方！ピンチの時こそ決断だ！（2013年1月24日、テレビ東京）[4]